# 郑怀兴
郑怀兴（1948年—2023年12月13日），男，福建人，中国剧作家，一级编剧。1980年代被《半月谈》杂志列为“中国人物·当代编剧”之一，与魏明伦、郭启宏被并称为“戏曲界三驾马车”。郑怀兴以写历史戏见长，善于描写人物关系，重视舞台呈现，给人以强烈的视觉冲击力，著名戏剧家郭汉城评价他“不为了历史忘掉现实,也不为了现实牺牲历史”。中国艺术研究院曾在1986年和2010年两次举办“郑怀兴剧作研讨会”，北京《新剧本》杂志社和福建省文化厅在1990年亦举办了一次“郑怀兴剧作研讨会”，其个人事迹选入《中国小百科全书》（文学艺术卷）。

## 生平
郑怀兴生于仙游县，读书时候就经常参加学校的文艺演出，后来入伍当兵，1970年退伍回乡时因文革的影响，家乡的系团全部被解散，县里只有一家文艺宣传队，因没有工作他向宣传队写剧本投稿，但未能被采用，后到榜头农业中学当民办教师。教书之余，郑怀兴仍然坚持业务创作，他给榜头公社的宣传队写剧本，深受群众欢迎。1977年恢复高考后，郑怀兴考入了莆田师范专科学校，1980年毕业后他来到县编剧小组工作走上了专业创作的道路，1981年凭借莆仙戏《新亭泪》一举成名，被认为开戏曲历史剧创作之先河。《新亭泪》、《鸭子丑小传》两剧本更是获得全国优秀剧本奖，也奠定了他在戏曲创作界的地位，时称“东郑西魏”（魏指魏明伦）。
1990年代后，莆仙戏同其他戏剧一样，在社会变革的大潮中陷入低谷，郑怀兴的戏曲创作也因此进入低迷阶段，但他依然坚持写戏。1992年他涉足电视剧剧本创作，写了《武夷山仙凡界》，之后又创作了《林则徐》、《左宗棠》、《郑成功》、《袁崇焕》（后改编成长篇历史小说《血祭河山》），但因种种原因，有的未能播出，有的则被删改。

## 荣誉

### 个人
- 1987年《半月谈》杂志选出《中国人物·当代编剧》九位，郑怀兴位列其中。
- 1987年参加美国奥尼尔戏剧中心年会。
- 1992年由中国戏剧出版社出版《郑怀兴戏曲选》。
- 1999年入选《新剧本》杂志社评选的“新时期中国戏剧激情大回眸20年激情戏剧人物”。

### 作品
- 莆仙戏《新亭泪》、《鸭子丑小传》获第一届、第三届全国优秀剧本奖。
- 莆仙戏《遗珠记》、《借新娘》等八个剧本先后获福建省剧本一等奖。
- 电视剧《武夷仙凡界》1994获福建省第二届百花文艺二等奖。
- 电视剧《林则徐》 1997获中宣部第六届“五个一工程”奖。
- 《新亭泪》入选“新时期中国戏剧激情大回眸20年激情戏剧作品”。
- 汉剧《王昭君》 2002年获第二届中国戏剧文学奖金奖，2007年第十届中国戏剧节优秀剧目奖。
- 莆仙戏小戏《搭渡》 2008—09年度国家舞台艺术精品工程资助项目。
- 晋剧《傅山进京》 
  - 2007年获中国戏曲学会奖、第十届中国戏剧节优秀剧目奖
  - 2008年获得第二届中国戏剧奖.曹禺剧本奖；
  - 2009年全国第三届地方戏展演一等奖；
  - 2009年中宣部第十一届“五个一工程”奖；
  - 2009年第十三届中国文华剧本创作奖；
  - 2008—09年度国家舞台艺术精品工程十大精品剧目之一。
- 评剧《寄印传奇》
  - 2008年第六届中国评剧艺术节优秀剧目奖和优秀编剧奖；
  - 2009年中宣部第十一届“五个一工程”奖；
  - 2009年全国第三届地方戏展演二等奖；
  - 2009年第十三届中国文华奖；
  - 2008—09年度国家舞台艺术精品工程十大精品剧目之一。

## 脚注
1. ↑  郑怀兴:以写历史戏见长 感恩戏曲 （页面存档备份，存于）2011年01月05日 光明日报
2. ↑  郑怀兴其人 （页面存档备份，存于）2007年08月22日